# Христо Данов (юрист)
Вижте пояснителната страница за други личности с името Христо Данов.
Христо Веселинов Данов е български юрист.

## Биография
Христо Данов е роден е на 19 януари 1922 г. в София. Той е внук на книгоиздателя Христо Г. Данов. Завършва право в Софийския университет и работи като адвокат в София от 1947 до 1985 г.
От 1990 до 1991 г. е министър на вътрешните работи в коалиционното правителство на Димитър Попов.
От 1992 до 2000 г. отново работи като адвокат в София, предимно по гражданскоправни дела. Публикувал е монографии и много статии, съставител е на „Англо-български юридически речник“ (1999).
Данов е назначен за член на Конституционния съд през 2000 г. от президента Петър Стоянов, избран е за председател на съда. Предлага прокуратурата да бъде изведена от съдебната власт, следствевието да бъде върнато в МВР, а полицията да се раздели на две: „полиция за обществения ред“ и „криминална полиция“.
Умира на 17 февруари 2003 г. в София.

## Други
През 2009 г. синът му Веселин Данов е осъден на 3 години затвор за разпространение на наркотици, пране на пари, сводничество, трафик на хора и изнудване.